# Dieter Seitzer
Dieter Seitzer (* 17. April 1933 in Tübingen) ist ein deutscher Elektrotechniker, der an der Datenreduktion von digitalisierten Signalen und deren mikroelektronischer Realisierung für Anwendungen im Audio- und Videobereich forschte. 

## Leben
Dieter Seitzer studierte und promovierte ab 1952 an der TH Stuttgart im Fach Elektrotechnik und war dort Mitglied in der Studentenverbindung „Akademische Gesellschaft Sonderbund“. Ab 1962 im IBM Zurich Research Laboratory in Rüschlikon in der Schweiz tätig, folgte er 1970 dem Ruf als Professor am neuen Lehrstuhl „Technische Elektronik“ an der Friedrich-Alexander-Universität Erlangen.

## Leistungen
Als Lehrstuhlinhaber setzte Dieter Seitzer die ersten Forschungsschwerpunkte in der Datenreproduktion für Bild- und Tonsignale und der Realisierung der dazu benötigten Bauelemente und Schaltungen. Von 1977 bis 1979 war er Dekan der Technischen Fakultät. Als Beauftragter für den Technologietransfer der Technischen Fakultät initiierte Seitzer 1981 die Gründung der Kontaktstelle für Forschungs- und Technologietransfer an der Universität Erlangen-Nürnberg. 1984 wurde das neue Zentrum für Mikroelektronik und Informationstechnik gegründet, aus dem später das Institut für Integrierte Schaltungen entstand, das er aufbaute und leitete – heute das größte Institut innerhalb der Fraunhofer-Gesellschaft. Von 1999 bis 2005 war er erster ehrenamtlicher Präsident der  Bayerischen Forschungsstiftung. Ein entscheidendes Forschungselement war die Berücksichtigung der  physiologischen Eigenschaften der Sinneskanäle. So gilt Seitzer als Pionier des Audiocodierverfahrens MP3. Er ist emeritierter Inhaber des Lehrstuhls für Technische Elektronik der Universität Erlangen-Nürnberg und Gründungsdirektor des  Fraunhofer-Instituts für Integrierte Schaltungen (IIS).
Seitzer ist seit 1959 mit seiner Frau Ilse verheiratet und hat drei Töchter und sieben Enkel.

## Ehrungen und Auszeichnungen
- 1988  Bundesverdienstkreuz 1. Klasse[9]
- 1992  Beckurts-Preis[10]
- 1998 Goldener Ehrenring der Stadt Erlangen[11]
- 2001 NET21-Preis „for the most influential internet software development“ für die Entwicklung des MP3-Standards zusammen mit Heinz Gerhäuser[4]
- 2002 Bayerischer Verdienstorden[9]
- 2005 Helmut-Volz-Medaille der Technischen Fakultät der Friedrich-Alexander-Universität Erlangen-Nürnberg[12]
- 2005 Ehrenmedaille des Fraunhofer-Instituts für Integrierte Schaltungen      IIS[12]
- 2006 Bayerischer Maximiliansorden für Wissenschaft und Kunst[4]
- 2007 Aufnahme in die Hall of Fame der Consumer Electronics Association, USA[13]